# Palazzo Arcivescovile (Lucca)
Il Palazzo Arcivescovile di Lucca, sede dell'Arcidiocesi, si trova in piazza Arrigoni.

## Descrizione
Il complesso, dopo l'ampliamento della seconda metà del XV secolo, ebbe altri consistenti interventi nel Settecento.
L'adiacente sede dell' Archivio Arcivescovile - alla quale si accede da un portale degli inizi del Quattrocento con ante in legno di Jacopo da Villa - ospita l'Archivio arcivescovile di Lucca: una delle più ricche collezioni di pergamene; vi è ora annessa la Biblioteca Capitolare. La dotazione di codici miniati, di fondamentale importanza per la cultura figurativa lucchese, viene presentata a rotazione in un'apposita sala del Museo della Cattedrale.